# Krigsåret 1991

## Pågående krig
- Inbördeskriget i El Salvador (1979-1992)[1]

- Jugoslaviska krigen (1991-2001)[2] inleds med
  - Tiodagarskriget
    - Slovenien på ena sidan
    - Jugoslaviens armé, JNA, på andra sidan

- - Kroatiska självständighetskriget (1991-1995) 
    - Kroatien på ena sidan
    - Jugoslavien och Republika Srpska Krajina på andra sidan.
- Kuwaitkriget (1990-1991)[2]

- - Irak på ena sidan
  - En FN-allians ledd av USA på andra sidan.

- Inbördeskriget i Sierra Leone (1991–2002)

- Georgiska inbördeskriget (1991–1993)

- Inbördeskriget i Rwanda (1990–1993)

## Händelser

### Januari
- 13 - Sovjetiska trupper dödar 14 litauiska demonstranter vid TV-tornet i Vilnius.
- Januari-februari - FN-allians bombar Irak i det så kallade Gulfkriget och tvingar Irak att lämna Kuwait.

### Juni
- 25 - Kroatiska självständighetskriget börjar.
- 27 - Tiodagarskriget mellan Slovenien och Jugoslavien börjar.

### Augusti
- 25 - Slaget om Vukovar inleds.
- 16 - Kroatiska trupper dödar serber i Gospićmassakern.

### November
- 18 - JNA intar Vukovar.

### Fotnoter
1. ↑  ”Chronological List of All Wars”. Arkiverad från originalet den 9 oktober 2014. https://web.archive.org/web/20141009082543/http://www.correlatesofwar.org/COW2%20Data/WarData_NEW/WarList_NEW.pdf. Läst 29 juni 2011.
2. 1 2  ”World Statesmen”. http://www.worldstatesmen.org/WARS.html. Läst 28 juni 2011.